# Ductus pneumaticus

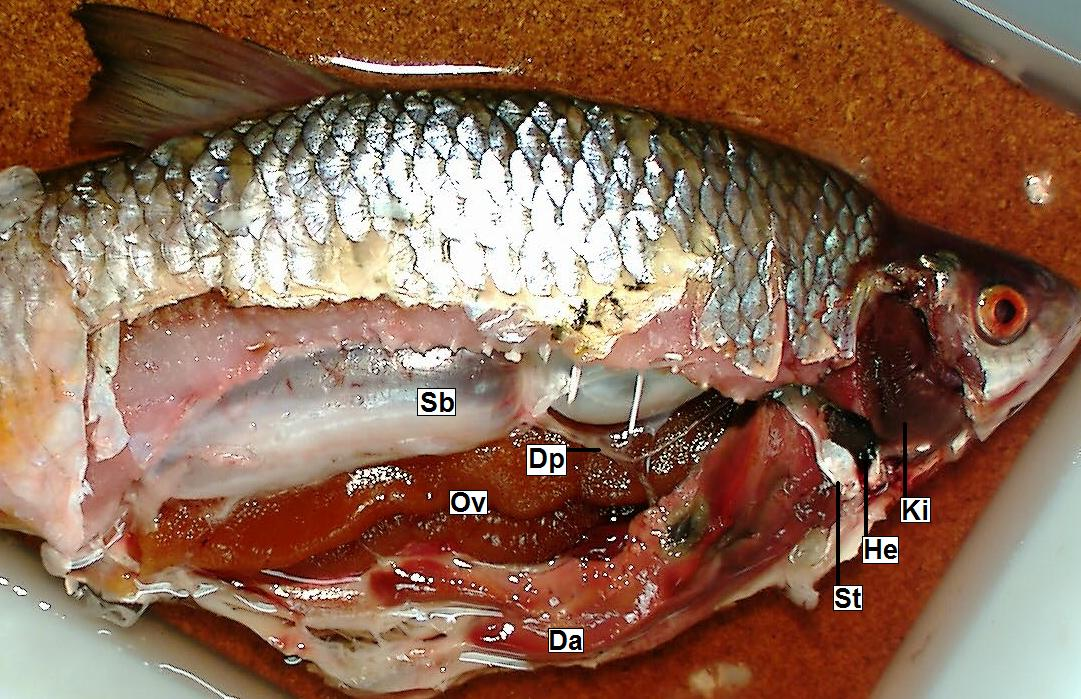
Situs einer Rotfeder (Scardinius erythrophthalmus) mit gut sichtbarem Ductus pneumaticus (Dp, Sb – Schwimmblase, Ov – Ovar, Da – Darm mit Leberlappen, St – Septum transversum, He – Herz, Ki – Kiemen)

Der Ductus pneumaticus (von lateinisch ductus – Gang, Kanal und griechisch πνεῦμα – Hauch, Luft), gelegentlich auch als Schwimmblasengang bezeichnet, ist ein Verbindungsgang zwischen der Schwimmblase und dem Vorderdarm von Knochenfischen. Da die Schwimmblase während der Embryonalentwicklung als Ausstülpung des Vorderdarms entsteht, ist ein Ductus pneumaticus ursprünglich bei allen eine Schwimmblase besitzenden Fischen vorhanden.
Fische, bei denen der Ductus pneumaticus auch in der späteren Entwicklung bestehen bleibt, werden als Physostomen bezeichnet. Bei ihnen kann der Füllungsgrad der Schwimmblase teilweise über den durch Muskeln verschließbaren Ductus pneumaticus reguliert werden. Bei manchen Arten kann die Schwimmblase zudem dank dieser Verbindung zur Außenwelt über ein Schlucken von Luft Atmungsfunktion übernehmen. Der distale Teil des Ductus pneumaticus ist häufig mit einem Kapillarnetz ausgestattet, das ebenfalls einen Gasaustausch mit der Schwimmblase ermöglicht.
Fische, bei denen sich der Ductus pneumaticus zurückbildet oder gar nicht funktionsfähig ausbildet, werden als Physoclisten bezeichnet. Bei diesen ist das erwähnte Kapillarnetz besonders gut ausgebildet und übernimmt allein als Gasdrüse (roter Körper) die Funktion der Schwimmblasenbefüllung.